# Anders Henriksson (socialdemokrat)
Anders Uno Henriksson, född 26 september 1961 i Kalmar, är en svensk socialdemokratisk politiker.

## Biografi
Ombudsman för SSU i Kalmar län, 1985–1986. Ombudsman för LO, Stockholm  1989–1994.  ungdomssekreterare 1989-1992. Ombudsman SSU, Stockholm 1987–1988.
Ombudsman Socialdemokraterna i Kalmar län 1995–2000.
Anders Henriksson var landstingsstyrelsens ordförande i Kalmar landsting mellan oktober 2006 och oktober 2018. Fram till 21 november 2019 var han regionstyrelsens ordförande i Region Kalmar län.

Ledamot i KPA Pensionsförsäkring AB 2015–2019.
Ledamot och sakkunnig i regeringens Life Science råd, 2015–2020
Ordförande och ledamot i INERA AB 2015–2019.
I oktober 2019 efterträdde han Lena Micko som andre vice ordförande för Sveriges Kommuner och Regioner (SKR) efter att Micko utsetts till civilminister.
Inför SKR:s valkongress 2023 valde Centerpartiet att gå samman med Socialdemokraterna, Vänsterpartiet och Miljöpartiet för att bilda majoritet. På kongressen 21 mars valdes Anders Henriksson till ny ordförande för SKR.
I mars 2020 valdes Henriksson till ordförande för fotbollsklubben Kalmar FF.